# Luigi Macchi
Luigi Macchi (Viterbo, 3 maart 1832 - 29 maart 1907) was een Italiaans geestelijke en kardinaal van de Rooms-Katholieke Kerk.
Macchi, zoon van Luigi graaf Macchi en Veronica Gravin Cenci-Bolognetti en een neef van kardinaal Vicenzo Macchi, studeerde aan de Universiteit La Sapienza in Rome, waar hij promoveerde in het canoniek recht. Hij werd in 1859 priester gewijd. Een jaar later werd hij buitengewoon kamerheer van de paus, huisprelaat en referendaris bij de Hoogste Rechtbank van de Apostolische Signatuur. Hij werd in 1875 pauselijk majordomus van paus Pius IX. Paus Leo XIII handhaafde hem in deze functie. In 1886 volgde zijn aanstelling tot prefect van de Pauselijke Huishouding.
In het consistorie van 11 februari 1889 creëerde paus Leo XIII hem kardinaal. De Santa Maria in Aquiro werd zijn titeldiakonie. Kardinaal Macchi nam als protodiaken deel aan het conclaaf van 1903. Hij kondigde op de binnenloggia van de Sint-Pietersbasiliek de verkiezing aan van paus Pius X en kroonde hem enige tijd later.
- Istituto Centrale per il Catalogo Unico: BVEV121674
- Virtual International Authority File: 89212733